# Château des comtes de Savoie (Conthey)
Les ruines du château  des  comtes de Savoie se trouvent sur un  promontoire rocheux au dessus du bourg de Conthey en Valais, Suisse.

## Histoire
Conthey entre dans le giron des Savoie dès le XIe siècle.
La construction du château remonte au XIIIe siècle, comme l'atteste sa tour édifiée en 1257. Il s'agit d'une tour, construite entre 1257 à 1258 pour le comte Pierre II de Savoie.
Il est incendié en 1475 à la suite de la bataille de la Planta et la conquête haut-valaisanne du Bas-valais savoyard. Il n'a jamais été reconstruit.

## Châtellenie de Conthey
À partir du XIIIe siècle, le château accueille le siège châtellenie savoyarde, dit aussi mandement, et être l'ancienne résidence du vidomne de Conthey. Elle devient une châtellenie haut-valaisanne entre 1475 à 1798. Elle devient un district à partir de l'année 1815.
La châtellenie de Conthey relève du bailliage du Chablais, à partir de 1254. À l'origine le bourg possède une maison forte qui est le siège du vidomnat qui appartient de manière héréditaire aux nobles de Conthey, avant de passer en 1257 au La Tour. Le château des Vidomnes est détruite en 1375 par les Hauts-Valaisans. Les vidomnes sont remplacés par un châtelain.
Dans le comté de Savoie, le châtelain est un « [officier], nommé pour une durée définie, révocable et amovible »,. Il est chargé de la gestion de la châtellenie, il perçoit les revenus fiscaux du domaine, et il s'occupe de l'entretien du château. Le châtelain est parfois aidé par un receveur des comptes, qui rédige « au net [...] le rapport annuellement rendu par le châtelain ou son lieutenant ».
Châtelains savoyards
- 1348, Guillaume III de Châtillon, également châtelain de Saillon[9]  ;
- 1364, Guillaume III de Châtillon[9] ;

Châtelains hauts-valaisans